# Reglas del arte
Reglas del arte puede hacer referencia a:
- Las reglas que rigen el ejercicio de un arte (tanto las bellas artes como las artes liberales y las artes y oficios, artesanías, etc.)
- En el contexto de la medicina y la farmacología:

- La expresión "prepárese según arte" (PSA o P.S.A.), con la que se indica que el farmacéutico debe preparar una preparación magistral.

- En el contexto de las artes plásticas:

- Las reglas del academicismo, con las que se pretende someter el arte a convenciones basadas en el estudio del arte clásico grecorromano (véase clasicismo y neoclasicismo).

- En el contexto de la literatura:

- Las reglas aristotélicas extraídas de la Poética de Aristóteles, especialmente para el teatro (unidad de acción, tiempo y lugar).
- Arte nuevo de hacer comedias (Lope de Vega, 1609) partidario de superar los preceptos clásicos.

- En el contexto de la música, las reglas del arte musical o reglas de la música:[1]

- Las que definió Pitágoras y la escuela pitagórica, relacionando las matemáticas y la música, pretendiendo descubrir con ello una armonía celestial o música de las esferas que de esa manera regiría el universo.
- Las del Tratado de la armonía de Jean Philippe Rameau (1722).
- Las que se derivan del dodecafonismo de Arnold Schönberg y otras modificaciones de las reglas musicales propias de la música contemporánea (serialismo, atonalidad, etc.)